# Bong
Bong és un dels 15 comtats de Libèria. Gbarnga és la capital del comtat. Té una superfície de 8.772 km² el 2008 tenia 333.481 habitants.

## Districtes
El comtat està dividit en 12 districtes:
- Districte de Boinsen
- Districte de Fuamah
- Districte de Jorquelleh
- Districte de Kokoyah
- Districte de Panta
- Districte de Kpaai
- Districte de Salala
- Districte de Sanayea
- Districte de Suakoko
- Districte de Zota
- Tukpahblee
- Yeallequellah